# Tramway vicinal

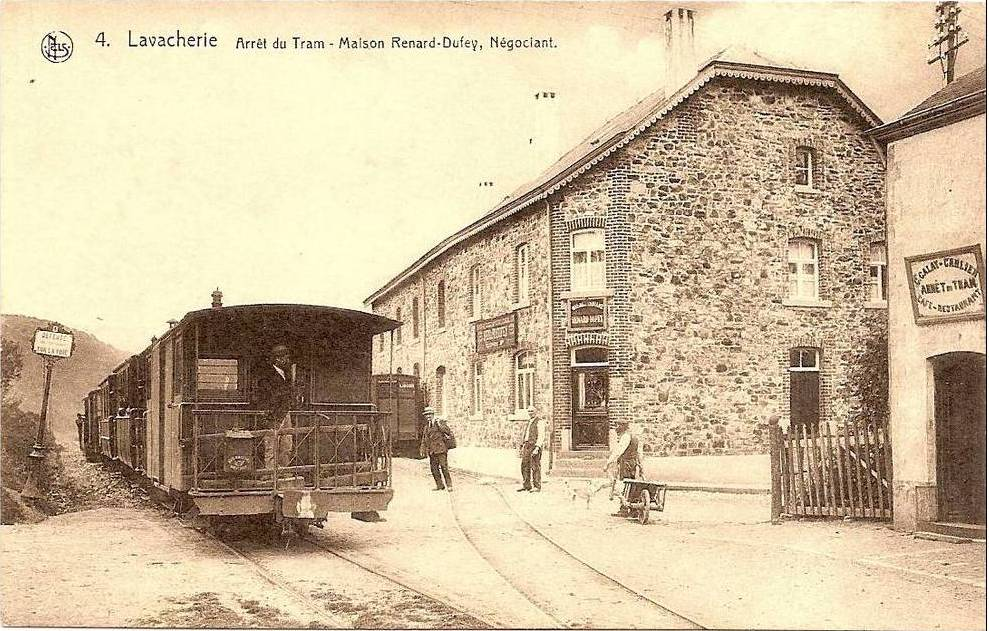
Arrêt du Tram vicinal à vapeur à Lavacherie vers 1904.

Pour un article plus général, voir Société nationale des chemins de fer vicinaux.
 (octobre 2024).

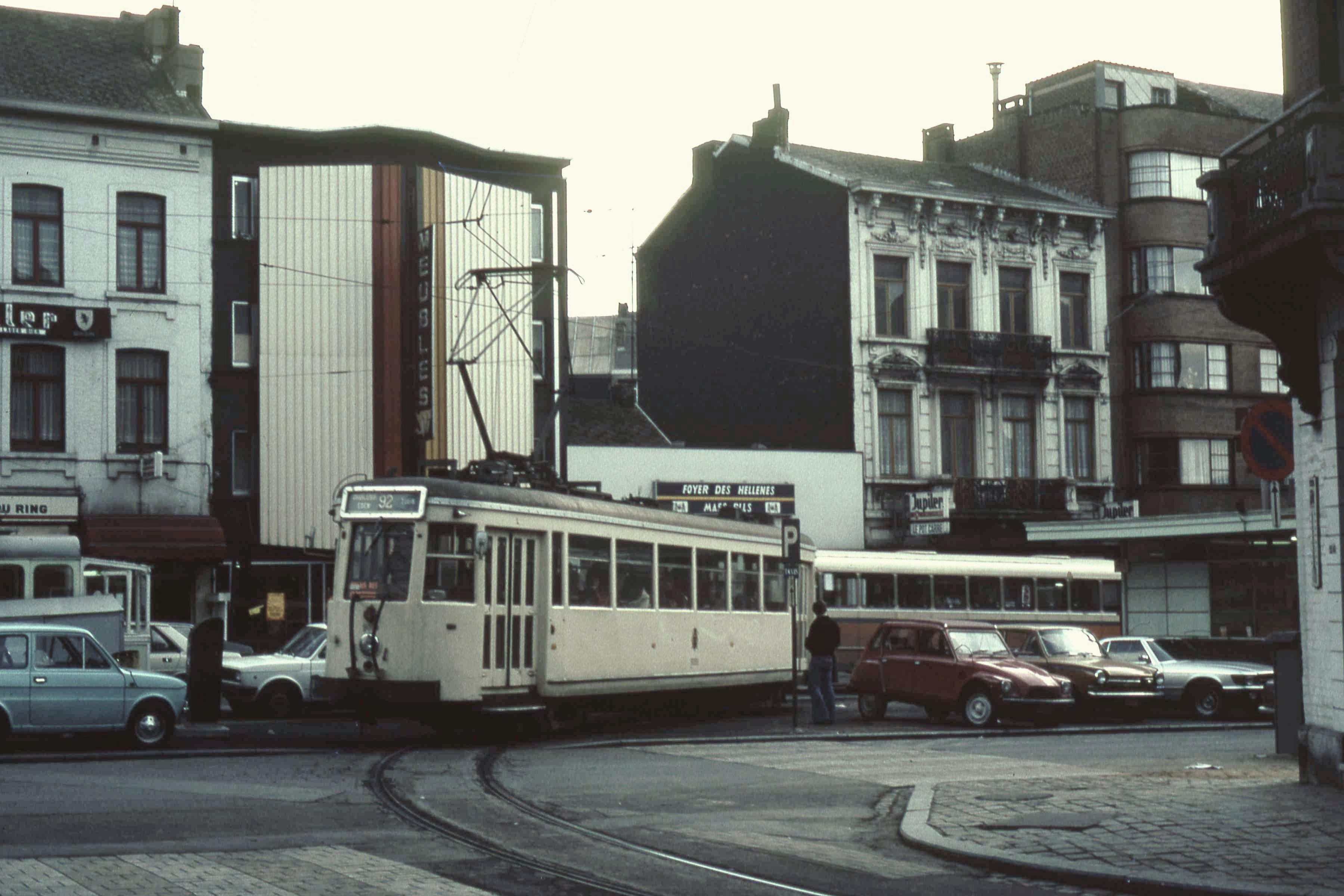
Charleroi à la station « Eden »

Un tramway vicinal est en Belgique une ligne de tramway (suburbain, interurbain ou rural) ou de chemin de fer secondaire de la Société nationale des chemins de fer vicinaux. Par extension, le terme s'emploie pour l'ensemble des lignes ferrées de la SNCV y compris pour des lignes purement urbaines.

## Définition
1. Ligne de tramway suburbain, interurbain ou rural de la SNCV.
2. Ligne de chemin de fer secondaire de la SNCV exploitée sur le même principe que les lignes de tramway mais en site séparé de la chaussée.
3. par extension Ligne ferrée de la SNCV.

## Histoire
En Belgique, la Société nationale des chemins de fer vicinaux (SNCV), créée par Arrêté Royal en 1885, développa un réseau ferré qui atteignit à son apogée[Quand ?] plus de 5 500 km de voies. 
Actuellement ne subsistent que la ligne de la côte, reliant Knokke à La Panne, quelques lignes dans la région de Charleroi, et la ligne de Han-sur-Lesse. Les autres lignes ont été remplacées par des services d’autobus.

## Associations
Plusieurs associations conservent et restaurent du matériel roulant à des fins muséologiques et touristiques, tels que : 
- Le Tramway Lobbes Thuin  [ASVi]
- Le tramway touristique de l'Aisne [TTA]
- Tramways vicinaux de Poix
- Tramways vicinaux de Wellin
- Le Transport touristique de l'Ouest [TTO]
- La Tramania (de la SNCV)
- Le Musée de Natalis.